# Курайлы
Курайлы (каз. Қурайлы, до 2007 г. — Вознесеновка) — упразднённый село в Хобдинском районе Актюбинской области Казахстана. Входил в состав сельского округа Имангали Билтабанова. Ликвидирован в 2008 г.

## Население
По данным всесоюзной переписи 1989 года в селе проживало 75 человек, в том числе украинцы составляли 40 % населения.
В 1999 году население села составляло 65 человек (34 мужчины и 31 женщина).